# Робинзон-Крузо
Робинзо́н-Кру́зо (исп. Isla Robinsón Crusoe) — один из трёх островов архипелага Хуан-Фернандес (площадь 47,9 км²). Он расположен в юго-восточной части Тихого океана, 674 км западнее берегов Чили. До 1966 года он назывался Мас-а-Тьерра (Isla Más a Tierra, «ближайший к земле остров»).

## Описание

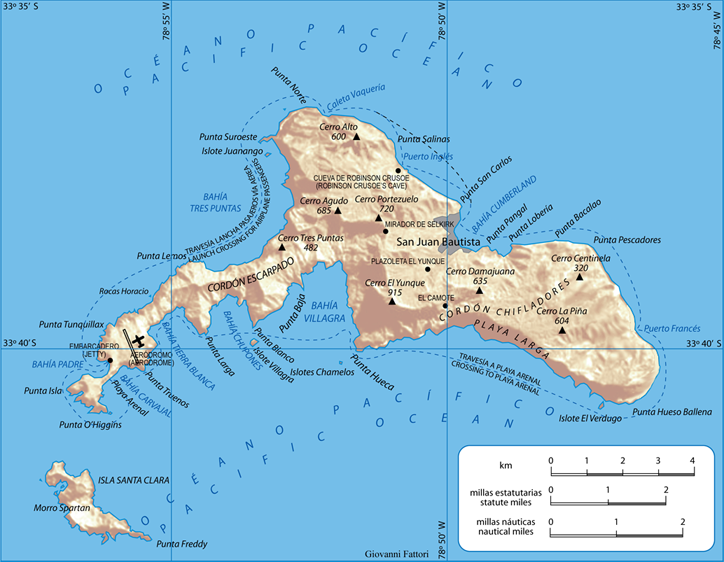
Карта острова Робинзон-Крузо

В результате вулканической деятельности и ветровой эрозии остров имеет горный рельеф. Наивысшая точка острова — гора Эль-Юнке (El Yunque) высотой 916 м над уровнем моря. Юго-западная часть острова оканчивается узким полуостровом Кордон-Эскарпадо (Cordon Escarpado). В 1,5 км к юго-западу от острова Робинзон-Крузо находится другой остров архипелага — остров Санта-Клара. Третий остров архипелага, Александр-Селькирк, расположен на 150 км западнее первых двух.
Климат острова — средиземноморский. Температура воздуха колеблется от +3 °С до +30 °С. По разные стороны от срединного хребта климат сильно отличается. Восточная и средняя части острова имеют более тёплый влажный климат. Западная часть более холодная, сухая и пустынная. Население сосредоточено на небольшой территории на берегу бухты в центральной части острова, с трёх сторон прикрываемой горами. Климат в этой части наиболее тёплый и влажный.
Остров имеет богатую флору и фауну. Некоторые виды представляют собой уникальные образцы островной природы. Прибрежные воды богаты самыми разными видами морской жизни. На острове живёт большая колония морских котиков.

## История
В 1704 году на острове был высажен шотландский моряк Александр Селькирк, который прожил на нём 4 года и 4 месяца в полном одиночестве. Писатель Даниэль Дефо использовал историю его жизни в качестве основы при написании романа «Робинзон Крузо». Имя его главного героя носит сейчас остров. Кроме Селькирка, ставшего прообразом Робинзона, на остров в разные годы, как до Селькирка, так и после него, неоднократно высаживались другие Робинзоны, как в одиночестве, так и группами. Некоторые из них прожили в одиночестве больше лет, чем сам Селькирк. Остров в разные годы неоднократно становился прибежищем пиратов, которые использовали его как базу для отдыха, ремонта кораблей, пополнения запасов еды и пресной воды.
В 1749 году для защиты от пиратов испанцы построили на острове каменный форт Santa Barbara. Форт сохранился до наших дней, как и 15 пушек тех времён.
В годы Первой мировой войны, 14 марта 1915 года, близ острова произошло короткое морское сражение. Немецкий бронепалубный крейсер «Дрезден» был блокирован в бухте Cumberland Bay британскими крейсерами «Кент» и «Глазго», принял бой и затонул. Экипаж был интернирован в Чили. На борту крейсера в тот момент служил в чине лейтенанта ВМФ будущий глава абвера и будущий адмирал Вильгельм Канарис.

## Наши дни

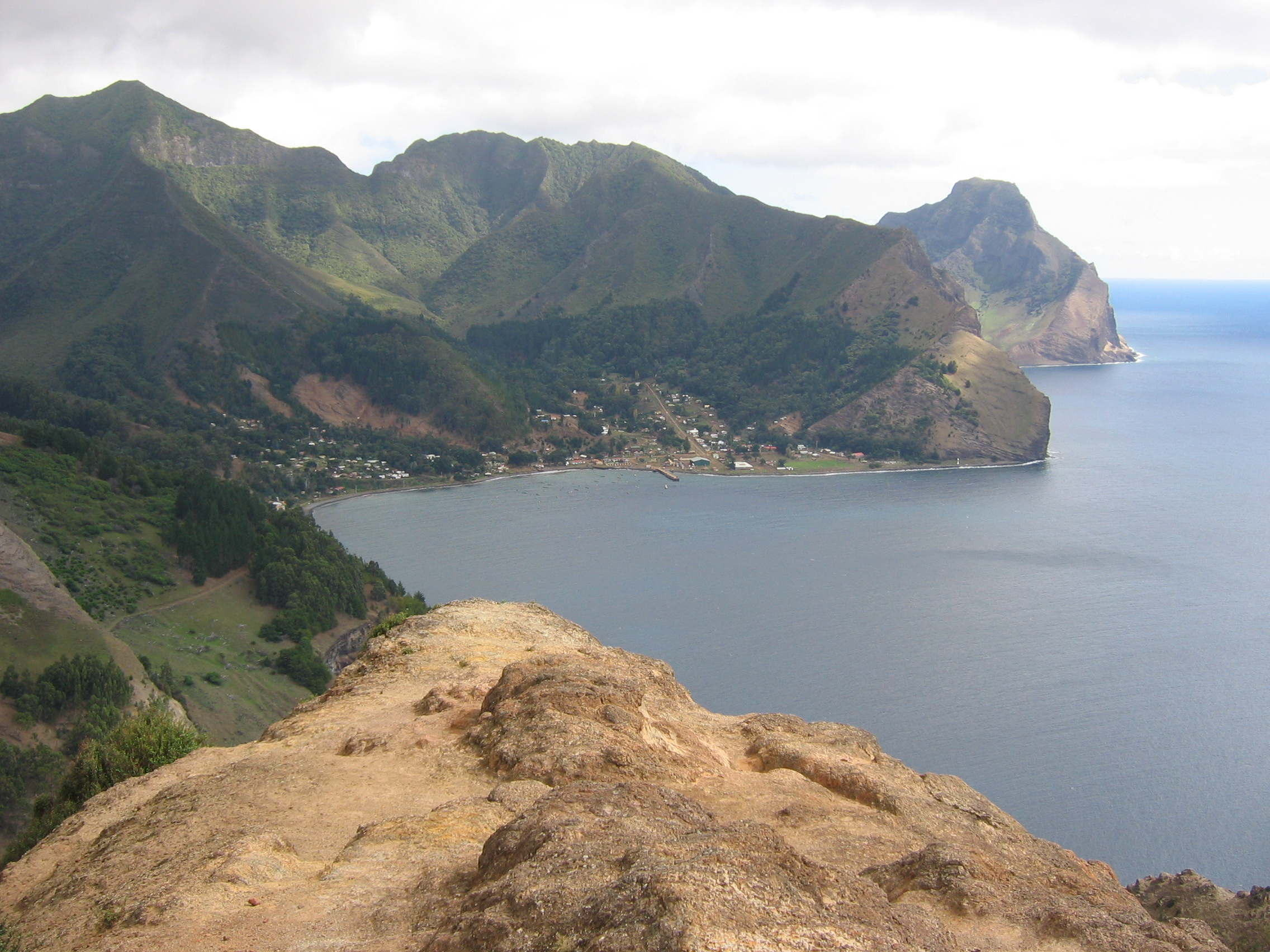
Вид на бухту Cumberland Bay на острове Робинзона Крузо

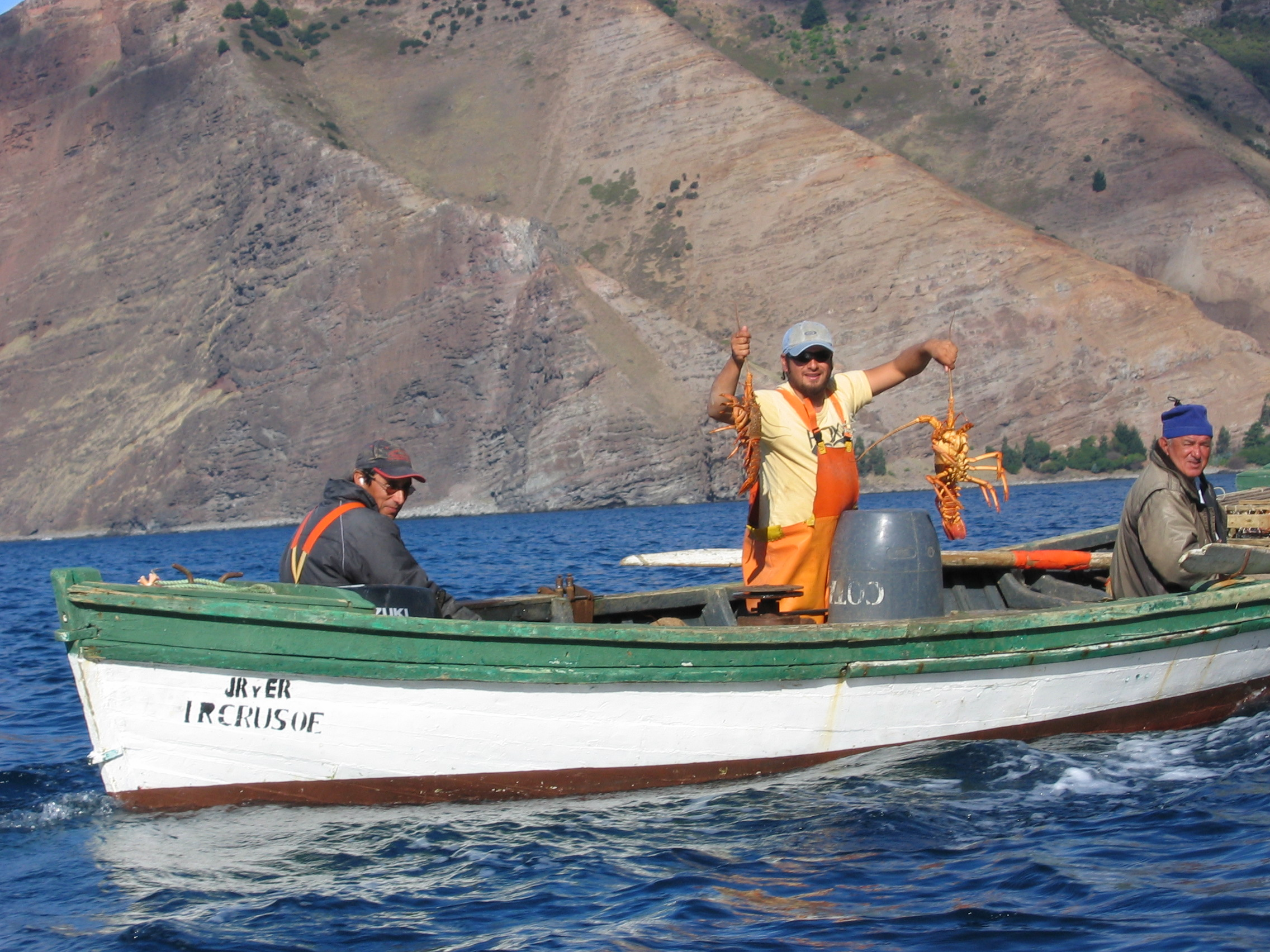
Рыбак с выловленными лангустами

Большинство из 630 жителей острова (2002 год) живут в селении Сан-Хуан-Баутиста, расположенном в центре северного побережья. По состоянию на 2017 год всего на архипелаге живут 926 человек (499 мужчин и 427 женщин). Основные виды деятельности — ловля лангустов и обслуживание туристов. Ежегодно остров посещают сотни туристов, главным образом, под впечатлением романа «Робинзон Крузо». Большой популярностью пользуется у туристов подводное плавание, главной целью которого является осмотр останков затонувшего в бухте Cumberland во время Первой мировой войны немецкого крейсера «Дрезден». На острове даже есть свой пивоваренный завод.
Однако в целом инфраструктура для туризма развита слабо. Песчаных пляжей на острове нет вообще. Вода для купания прохладна. Погодные условия не благоприятствуют «пляжному» туризму большую часть года. Есть гостиницы для непритязательных туристов. Но туристы едут на остров не за купанием. Их цель — прикоснуться к истории, к первозданной и во многом уникальной островной природе, ощутить величие океана, попробовать представить себя на месте «реального Робинзона», хотя бы на несколько дней.
На острове почти нет дорог с твердым покрытием. Грунтовые дороги охватывают лишь небольшую часть территории, представляющую непосредственный интерес для местного населения. В удаленной части острова, на полуострове Кордон-Эскарпадо, в 10 км от селения — по прямой, через горы, прямо на склоне горы — построен региональный аэродром, не связанный с селением сухопутными дорогами. ВПП аэродрома, 860 м x 18 м, с твердым покрытием, способна принимать лишь легкие региональные самолёты. Сообщение регулярное, однако сильно зависит от погодных условий на острове. Рейсы из/до Сантьяго и Вальпараисо осуществляют компании ATA Aerolineas (с частного аэродрома Tobalaba в Сантьяго) и LASSA на самолётах Beechcraft King Air 200. Время в полете — около двух с половиной часов. Сообщение между аэродромом и селением осуществляется на лодках по морю. Время в пути — от полутора до трех часов в зависимости от выбранного пути обхода острова. Регулярное морское сообщение с островом отсутствует. Раз в год к острову приходит корабль из Чили с целью завоза запасов топлива, продовольствия и иных товаров для поддержания жизнедеятельности местного населения и инфраструктуры.
27 февраля 2010 года остров пострадал от цунами, вызванного землетрясением в Чили. В Сан-Хуан-Баутиста погибли 9 человек. Высота волны достигла пяти метров, много построек было уничтожено водой.
Архитектура селения крайне непритязательна. После цунами, смывшего много домов, дома здесь стали строить выше, в гористой местности. Распространены типовые деревянные домики, как и «самострой», которые устанавливаются на склонах на длинных сваях — с целью экономии ресурсов на выравнивание почвы под строительство. Выглядят они очень бедно, крайне примитивно, однако, это гораздо ближе к «эпохе Робинзона», нежели к лоску современных курортов.